# Metacarcinus magister
Espèce
Le Metacarcinus magister (anciennement Cancer magister), ou Crabe de Dungeness (crabe du cachotette), est une espèce de crabe vivant dans les zostères et les fonds marins de la côte Ouest d'Amérique du Nord de l'Alaska à la Basse Californie. Il mesure en moyenne 20 cm, et est très prisé pour sa chair douce et tendre. Son nom de crabe de Dungeness est tiré de la ville et de la baie de Dungeness, dans l'État de Washington.

## Description

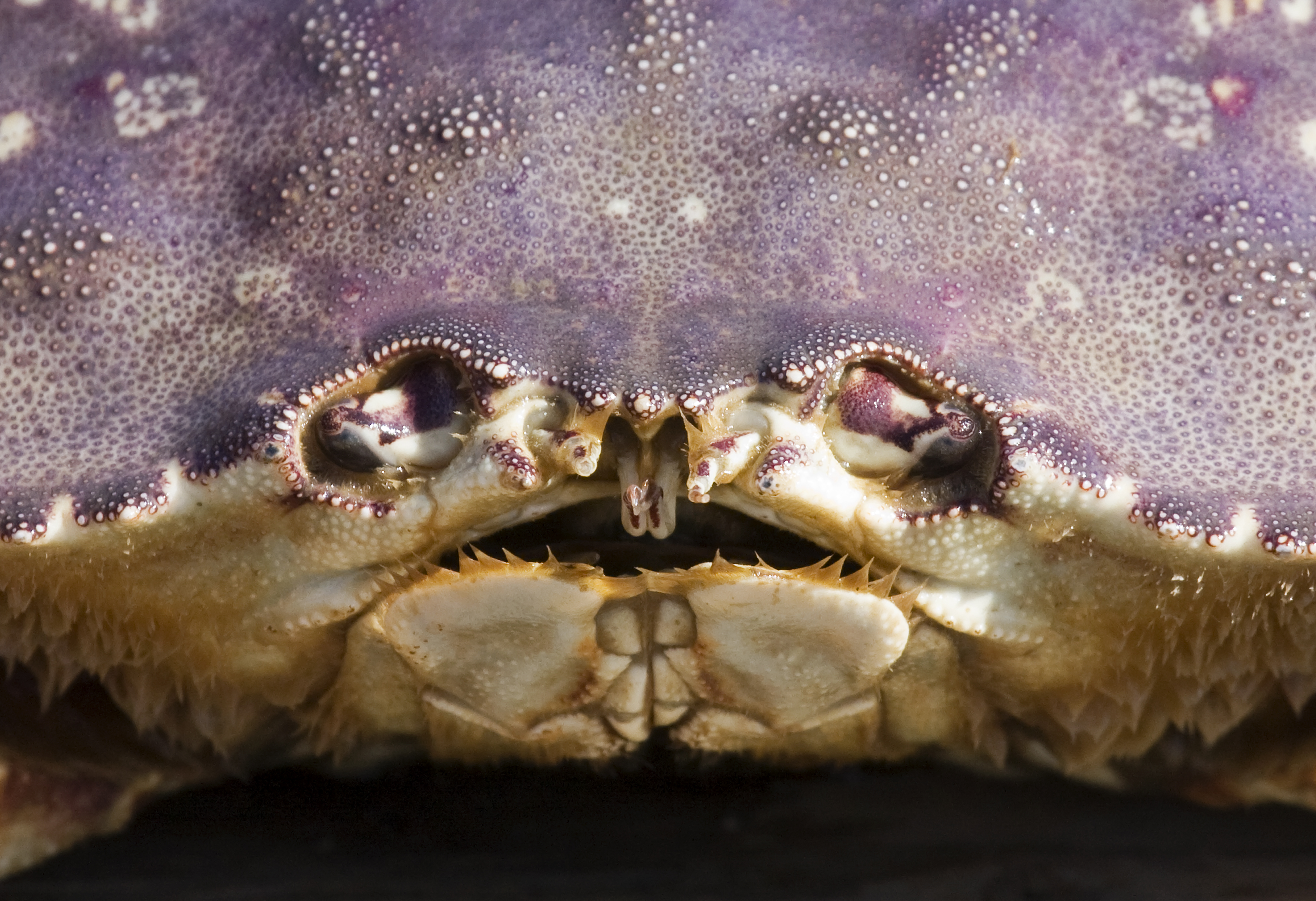
Vue de la tête

La carapace du crabe adulte peut mesurer jusqu'à 25 centimètres de large dans certains endroits de la côte de Washington, mais mesure en moyenne jusqu'à 20 centimètres. Ces crabes offrent une chair très prisée, et en fait le crabe le plus commercialisé du Nord-Ouest Pacifique. Il existe un Festival annuel du Crabe de Dungeness à Port Angeles chaque mois d'octobre.

## Localisation
Le crabe de Dungeness doit son nom à la ville de Dungeness, située à 24 kilomètres à l'est de Port Angeles. On trouve ce crabe des Îles Aléoutiennes en Alaska jusqu'à Point Conception, près de Santa Barbara, en Californie, et occasionnellement plus au sud, comme dans la Baie de Magdalena, en Basse-Californie du Sud, au Mexique.